# Europapokal der Landesmeister (Handball) 1964/65
Der Europapokal der Landesmeister 1964/65 war die sechste Austragung dieses Wettbewerbs. Mit Dinamo Bukarest konnte zum ersten Mal ein rumänischer Club den Pokal gewinnen.

## 1. Runde
|                      | Ergebnis |                     |
| -------------------- | -------- | ------------------- |
| ROC Flémallois       | 09:27    | Grasshoppers Zürich |
| Operatie-55 Den Haag | w.o.     | HB Dudelange        |
| US d´Ivry Paris      | 18:13    | FC Porto            |
| Rapid Wien           | w.o.     | RK Medveščak Zagreb |
| AZS Wrocław          | w.o.     | Honvéd Budapest     |

Dinamo Bukarest, ASK Vorwärts Berlin, Redbergslids IK, Fram Reykjavík, Atlético Madrid, Berliner SV 92, SV Arild Oslo, Ajax København, Union Helsinki, Dukla Prag und Burevestnik Tiflis hatten Freilose und zogen somit direkt in die zweite Runde ein.

## 2. Runde
|                     | Ergebnis |                     |
| ------------------- | -------- | ------------------- |
| Dinamo Bukarest     | 17:14    | ASK Vorwärts Berlin |
| Redbergslids IK     | 25:20    | Fram Reykjavík      |
| Grasshoppers Zürich | 20:15    | Atlético Madrid     |
| Berliner SV 92      | 21:13    | SV Arild Oslo       |
| US d´Ivry Paris     | 17:10    | HB Dudelange        |
| Ajax København      | w.o.     | Union Helsinki      |
| RK Medveščak Zagreb | 14:12    | Dukla Prag          |
| Burevestnik Tiflis  | 32:18    | AZS Wrocław         |

## Viertelfinale
|                     | Gesamt   |                     | Hinspiel | Rückspiel |
| ------------------- | -------- | ------------------- | -------- | --------- |
| Redbergslids IK     | 22:50    | Dinamo Bukarest     | 11:24    | 11:26     |
| Berliner SV 92      | 29:34    | Grasshoppers Zürich | 14:18    | 15:16     |
| US d´Ivry Paris     | 34:55    | Ajax København      | 19:16    | 15:39     |
| RK Medveščak Zagreb | (M)34:34 | Burevestnik Tiflis  | 21:13    | 13:21     |

## Halbfinale
|                     | Gesamt |                     | Hinspiel | Rückspiel |
| ------------------- | ------ | ------------------- | -------- | --------- |
| Dinamo Bukarest     | 19:11  | Grasshoppers Zürich | 19:11    | *         |
| RK Medveščak Zagreb | 41:35  | Ajax København      | 20:24    | 21:11     |

* Es fand nur 1 Spiel statt.

## Finale
Das Finale wurde in einem Spiel in Lyon ausgetragen.
|                 | Ergebnis |                     |
| --------------- | -------- | ------------------- |
| Dinamo Bukarest | 13:11    | RK Medveščak Zagreb |

## Siegermannschaft
| Dinamo Bukarest |
| Michael Redl Petre Ivănescu (Kapitän) Ioan Bogolea Ion Ionescu Mircea Costache I Virgil Hnat Cezar Nica Hans Moser Mircea Costache II Lucian Popescu Gheorghe Coman George Bădulescu Gheorghe Covaci Ion Mureșan Rudolf Schuman |
| Oprea Vlase (Trainer) |